# LT vz. 34
L'LT vz. 34, ufficialmente designato come Lehký Tank vzor 34 - "carro armato leggero modello 1934" - era un carro armato leggero cecoslovacco, utilizzato principalmente dalla Slovacchia durante la seconda guerra mondiale.
Le meccaniche del mezzo derivavano con diverse modifiche da quelle del Carden-Loyd Mk VI tankette, di cui i cechi avevano acquistato tre esemplari assieme a una licenza di fabbricazione nel 1930. Insoddisfatto dai prototipi del tankette Tančík vz. 33, l'esercito ceco decise che sarebbe stato più facile progettare un carro armato leggero da zero piuttosto che modificare il telaio di un tankette per installarvi una torretta blindata del tutto girevole. L'LT vz. 34 fu costruito in 50 esemplari, l'ultimo dei quali venne consegnato nel corso del 1936: la Germania nazista catturò 23 veicoli quando procedette all'occupazione della Boemia-Moravia nel marzo 1939, ma considerandoli obsoleti li demolì senza tentarne un reimpiego. Gli slovacchi, invece, sequestrarono i restanti 27 carri quando dichiararono l'indipendenza dalla Cecoslovacchia quello stesso anno; l'unica occasione per la quale li usarono in battaglia fu durante l'insurrezione nazionale slovacca.